# Ron-Fyer jezici
Ron-Fyer jezici (privatni kod: wchf) Zapadnočadski A.4 jezici), skupina zapadnočadskih A jezika iz Nigerije. Sastoji se od dvije osnovne podskupinne s ukupno sedam jezika. To su:
a. Fyer ili Ron Group B (2): Fyer [fie], Tambas [tdk].
b. Ron Proper ili Ron Group A; Ron Proper (5): Duhwa [kbz], Kulere [kul], Mundat [mmf], Ron [cla], Sha [scw].

## Vanjske poveznice
- Ethnologue (14th)
- Ethnologue (15th)